# George E. Stratemeyer
George Edward Stratemeyer , ameriški general in vojaški pilot, * 24. november 1890, † 11. avgust 1969.
Generalporočnik Stratemeyer je bil poveljnik Letalskih sil Kopenske vojske ZDA v Kitajsko-burmansko-indijskem teatru in med korejsko vojno poveljnik Daljnovzhodnih zračnih sil.